# Turdoides leucocephala
El turdoide cabeciblanco (Turdoides leucocephala) es una especie de ave paseriforme de la familia Leiothrichidae endémica del noreste de África.

## Distribución y hábitat
Se encuentra únicamente en el noreste de África, distribuido por el noroeste de Etiopía, Eritrea y este de Sudán. Su hábitat natural son las sabana y las zonas de matorral seco.